# Јорг Јохансон (фудбалер)
Јорг Јохансон (23. април 1910 — 12. јануар 1996) био је шведски фудбалски нападач који је играо за шведску фудбалску репрезентацију. Био је резерва на Светском првенству у фудбалу 1934. На клупском нивоу играо је за Браге.